# Cellule lymphoïde innée
Pour les articles homonymes, voir CLI et ILC.
Les cellules lymphoïdes innées (CLI, en anglais  innate lymphoid cells [ILCs]) constituent une famille de cellules immunitaires innées qui jouent un rôle central dans le remodelage tissulaire. Les CLI peuvent se définir par trois caractéristiques principales :
- l'absence de récepteurs à antigène à réarrangement (RAG)-dépendant ;
- l'absence de marqueurs phénotypiques myéloïdes ou dendritiques ;
- une morphologie de type lymphoïde.

Les cellules lymphoïdes innées non cytotoxiques peuvent être classées en trois grands groupes, en fonction des facteurs de transcription qu'elles expriment et des molécules qu'elles sécrètent :
1. Les CLI du groupe 1 (CLI1) se caractérisent par la production de leur cytokine signature, l'IFNγ, et par leur incapacité à produire des cytokines associées aux lymphocytes T auxiliaires de type TH1 et TH17. Les lymphocytes NK sont classés dans le premier groupe.
2. Les CLI du groupe 2 (CLI2) nécessitent de l'IL-7 pour leur développement[3] et produisent des cytokines associées aux lymphocytes T auxiliaires de type TH2 en réponse à une stimulation par des cytokines telles que IL-25, IL-33 et la lymphopoïetine stromale thymique (LPST). On y retrouve des cellules auxiliaires naturelles, des nuocytes et des IH2.
3. Les CLI du groupe 3 (CLI3) se définissent par leur capacité à produire les interleukines IL-17A et/ou IL-22. À l'instar des lymphocytes T auxiliaires de type TH17, leur développement et leur fonction dépendent du facteur de transcription RORγt. Les CLI3 prototypiques sont les cellules iTLs (inducteurs du tissu lymphoïde).